# Альмдудлер

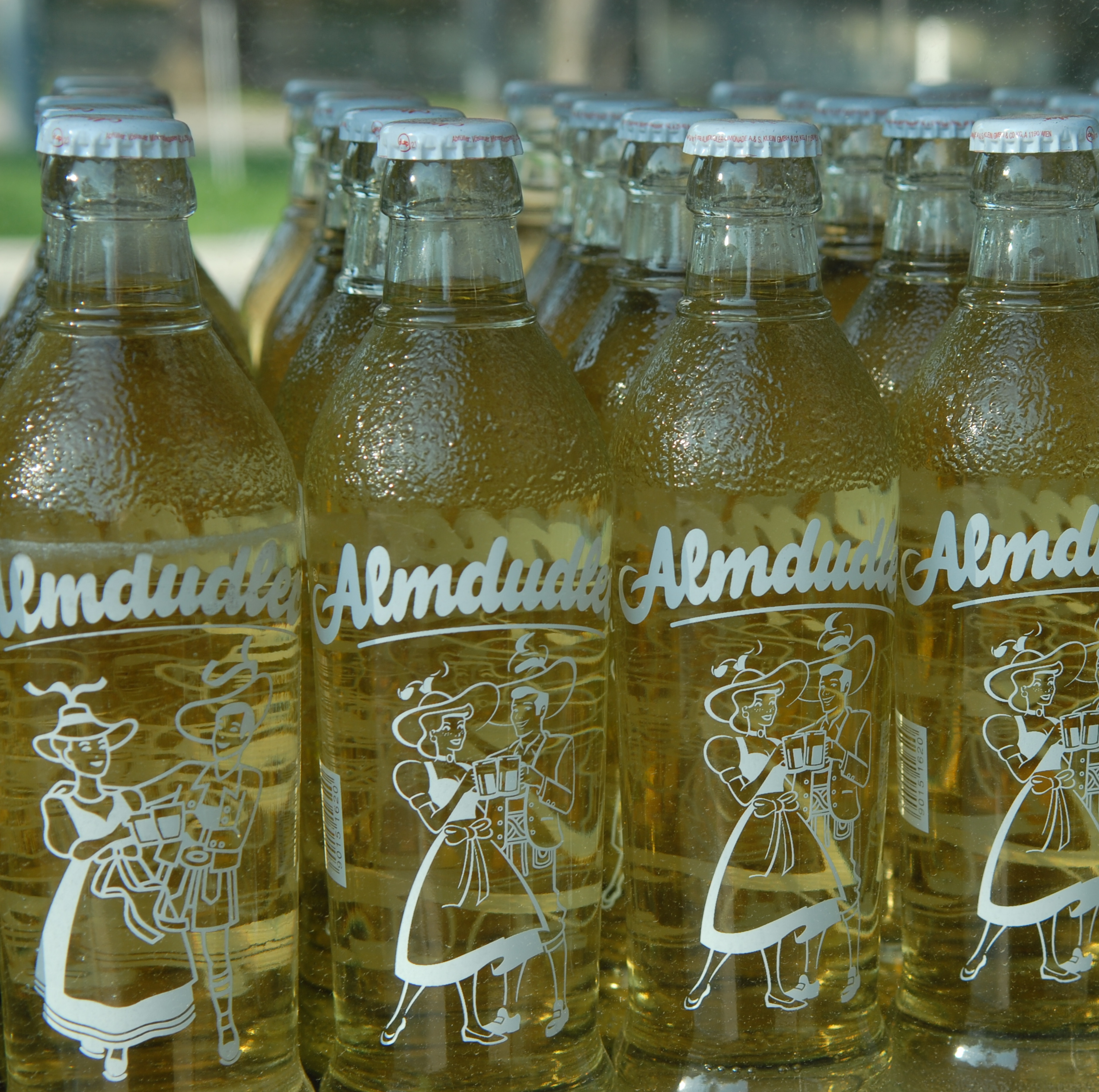
«Альмдудлер»

Альмдудлер (нем. Almdudler — от старовенского «поющий йодль в Альпах») — австрийский газированный лимонад на травах. 
Известная торговая марка.
Альмдудлер производится на сиропе эссенций, созревающих в дубовых бочках. В состав входят минеральная вода, сахар, натуральные ароматизаторы (травяные экстракты), краситель. Также выпускается альмдудлер-лайт. Альмдудлер употребляют как в чистом виде, так и с другими напитками: пивом, красным и белым вином и газированной водой.
Производится с 1957 года в Вене, а с 1994 года по лицензии и за пределами Австрии в Германии, Швейцарии, Бельгии и Польше. 